# Stoeba reptans
Stoeba reptans är en svampdjursart som först beskrevs av Desqueyroux-Faúndez och van Soest 1997.  Stoeba reptans ingår i släktet Stoeba och familjen Pachastrellidae. Inga underarter finns listade i Catalogue of Life.